# Saint-Geours-d'Auribat
Saint-Geours-d'Auribat is een gemeente in het Franse departement Landes (regio Nouvelle-Aquitaine) en telt 279 inwoners (1999). De plaats maakt deel uit van het arrondissement Dax.

## Geografie
De oppervlakte van Saint-Geours-d'Auribat bedraagt 5,4 km², de bevolkingsdichtheid is 51,7 inwoners per km².
De onderstaande kaart toont de ligging van Saint-Geours-d'Auribat met de belangrijkste infrastructuur en aangrenzende gemeenten.

## Demografie
Onderstaande figuur toont het verloop van het inwonertal (bron: INSEE-tellingen).